# Nokia N95
Nokia N95 este un telefon inteligent produs de Nokia. N95 oferă funcții de aparat foto, de telefon și de player media portabil. În plus oferă e-mail, navigare web, conectivitate Wi-Fi și mesaje de tip text. Nokia N95 rulează pe platforma Symbian OS v9.2, cu o versiune de S60 a treia ediție. Telefonul utilizează două glisoare pentru a accesa fie butoanele de redare media sau tastatura numerică.

## Istorie
Telefonul a fost dezvăluit în septembrie 2006 și a fost lansat la sfârșitul lunii martie 2007. Pe 22 martie 2007 Nokia a anunțat că a început un transport martitim spre spre piețele din Europa, Asia și Orientul Mijlociu. La 7 aprilie 2007 Nokia a mers în vânzare în Statele Unite prin intermediul lanțului de magazine Nokia Pilot din New York, Chicago și prin intermediul lui Nokia prin site-ul nseries.com .

## Caracteristici
GPS Integrat
N95 conține un receptor integrat de GPS.Hărțile sunt gratuite și pot fi descărcate fie prin air (prin intermediul unor pachete de date) sau prin telefon prin Wi-Fi. De asemenea pot fi descărcate hărți printr-un PC, utilizând aplicația Map Loader. Pentru a utiliza comenzi vocale de navigare în termen de Nokia Maps, dar trebuie să achiziționați o licență de la Nokia. GPS-ul este destul de slab în comparație cu alte telefoane din gama Nseries.
Abilități multimedia
N95 are un player de muzică, acceptă MP3,WMA,SP-MIDI,AAC+,eAAC+,MIDI,AMR și M4A.Un standard de 3,5 mm Jack este siuată pe partea din stânga a telefonului și permite utilizatorului să se conecteze la orice set de căști standard la unitate,de asemenea se poate folosi funcția Bluetooth pentru ieșire audio folosinf AD2P. Aparatul are caracteristici de stereo. N95 este de asemenea capabil de redarea clipurilor video folosind aplicația Real Player. Videoclipurile se pot vizualiza prin funcția TV-out (ieșirea TV). TV-Out este un cip grafic special care permite utilizatorilor să se conecteze la un telefon inteligent folosind compozit cablu TV sau la orice dispozitiv audiovizual. Scopul este de a vizualiza fotografiile și clipurile video pe un ecran mare,astfel încât internetul,jocurile video și muzică pot fi de asemenea folosite.În N95 a fost construit în UPnP capabilități ale utilizatorilor de a împărții telefoane,media digitale pe o rețea WLAN. Acesta oferă acces rapid la fotografii,muzică și clipuri video stocate pe telefon și permite pentru a fi descărcate de la alte UPnP cu condția să fie capabilă pentru dispozitivele de rețea.
Internet
Construit cu Wi-Fi cu care acesta poate accesa internetul prin intermediul unei 802.11 b/g de rețea fără fir.N95 se poate conecta de asemenea la internet prin intermediul pachetelor de date,cum ar fi rețeaua UMTS,HSPDA sau EDGE. Paginile web se pot vizualiza în modul portret sau peisaj și panorama automată este suportat. Telefonul are Bluetooth 2.0 tehnologia fără fir pentru transferul de fișiere.
Accelerometrul
În N95 s-a construit un accelerometru scopul acesteia fiind de stabilizare video și foto. Centrul de Cercetare Nokia a permis o cerere de interfață direct la accelerometrul,care permite software-ului de-a folosi datele de la ea. Nokia a lansat o cerere pentru a demonstra acest lucru.
N-Gage
Nokia este compatibil cu jocurile mobile de la N-Gage.

## Specificații
- Tastatură în două sensuri culisantă
- Sistem de operare Symbian OS v9.2 S60
- Ecran Matrix QVGA cu diagonala de 2.6 inci, 16 milioane de culori și rezoluția de 240*320
- Procesor 332 MHZ Texas Instruments
- Memoria Ram 64 MB
- Memoria internă de 160 MB
- Cameră foto frontal CIF și apel video,în spate 5 Mpx cu lentile Carl Zeiss
- Conectivitate Infraroșu,Bluetooth,Wi-Fi,port mini USB 2.0
- Grafica accelerată 3D
- E-Mail Activesync,POP3,IMAP4 și SMTP cu SSL/TLS
- Radio FM și Visual Radio (căști cu fir sau fără)